# الصندوق الوطني للفنون
الصندوق الوطني للفنون (NEA) هي وكالة مستقلة تابعة لحكومة الولايات المتحدة الفيدرالية التي تقدم الدعم والتمويل للمشاريع التي تظهر التميز الفني. تم إنشاؤه بموجب قانون صادر عن الكونغرس الأمريكي في عام 1965 باعتباره وكالة مستقلة للحكومة الفيدرالية. مكاتب NEA لها مكاتب في واشنطن العاصمة ، وقد تم منحها جائزة توني أونورز للتميز في المسرح عام 1995 ، وكذلك جائزة توني الخاصة في عام 2016.

## روابط خارجية
- الموقع الرسمي
- National Foundation on the Arts and the Humanities in the السجل الفيدرالي الأمريكي
- NEA Small Press Collection From the Rare Book and Special Collections Division at the مكتبة الكونغرس